# Andrés Guardado
José Andrés Guardado Hernández (* 28. září 1986 Guadalajara) je bývalý mexický profesionální fotbalista, který hrál na pozici středního záložníka. Mezi lety 2005 a 2022 odehrál také 180 utkání v dresu mexické reprezentace, v nichž vstřelil 28 branek.
S mexickou reprezentací se zúčastnil MS 2014, Gold Cupu 2011, Copa América 2007 a Konfederačního poháru FIFA 2013.

## Klubová kariéra
V zápase španělské La Ligy 9. ledna 2022 v základní sestavě nenastoupil, ale ve 40. minutě byl trenérem střídán, zastoupil útočníka Borju Iglesiase. O Ligu mistrů bojující Betis na hřišti Raya Vallecana remizoval 1:1. Guardado mezitím odehrál svůj 496. soutěžní zápas v evropském fotbale a překonal někdejšího útočníka Realu Madrid Huga Sáncheze, předešlého mexického fotbalistu s nejvíce zápasy v Evropě.

## Reprezentační kariéra
V listopadu roku 2022 se v Kataru představil na svém pátém Mistrovství světa. V počtu účastí se tak dělil o rekord společně se sedmi dalšími hráči včetně brankářské jedničky Guillerma Ochoy. Kapitán Guardado týmu chyběl při úvodní remíze s Polskem a nastoupil až do druhého skupinového utkání proti Argentině dne 26. listopadu. Po 40 minutách se však zranil a na turnaji si již nezahrál. Po porážce s Argentinou a nedostačující výhrou nad Saúdskou Arábií bylo Mexiko vyřazeno.